# E-Prix di Dirʿiyya 2024
L'E-Prix di Dirʿiyya 2024 è stato il secondo ed il terzo appuntamento del Campionato mondiale di Formula E 2023-2024, che si è tenuto al Circuito cittadino di Dirʿiyya, in Arabia Saudita, il 26 ed il 27 gennaio 2024.
In Gara 1 c'è stata la vittoria del Campione del Mondo in carica, Jake Dennis su Andretti Global, che ha preceduto Jean-Éric Vergne, che ottiene la sua sedicesima diventando il pilota con il maggior numero di Pole Position in categoria a pari con Sébastien Buemi, e Nick Cassidy chiude il podio in terza posizione.
Gara 2, è stata invece vinta da Nick Cassidy, a podio anche in Gara 1, che si porta a casa anche il giro veloce ed esce dal territorio saudita in prima posizione in classifica. Secondo posizione per Robin Frijns, a podio per la prima volta dall'E-Prix di New York nel luglio del 2022, e chiude il podio la Nissan di Oliver Rowland, protagonista in qualifica con la Pole Position.

## Gara 1

### Prove libere
| Pos.           | No.            | Pilota             | Squadra               | Tempo          |
| Prove libere 1 | Prove libere 1 | Prove libere 1     | Prove libere 1        | Prove libere 1 |
| -------------- | -------------- | ------------------ | --------------------- | -------------- |
| 1              | 22             | Oliver Rowland     | Nissan Formula E Team | 1:15.400       |
| 2              | 25             | Jean-Éric Vergne   | DS Penske             | 1:15.565       |
| 3              | 2              | Stoffel Vandoorne  | DS Penske             | 1:15.607       |
| Prove libere 2 |                |                    |                       |                |
| 1              | 17             | Norman Nato        | Andretti Global       | 1:13.584       |
| 2              | 7              | Maximilian Günther | Maserati MSG Racing   | 1:13.615       |
| 3              | 1              | Jake Dennis        | Andretti Global       | 1:13.687       |

### Qualifiche
| Gruppo A | Gruppo A | Gruppo A        | Gruppo A                         | Gruppo A  |
| Pos.     | No.      | Pilota          | Squadra                          | Qualifica |
| -------- | -------- | --------------- | -------------------------------- | --------- |
| 1        | 37       | Nick Cassidy    | Jaguar TCS Racing                | 1:12.619  |
| 2        | 1        | Jake Dennis     | Andretti Global                  | 1:12.779  |
| 3        | 94       | Pascal Wehrlein | TAG Heuer Porsche Formula E Team | 1:12.872  |
| 4        | 9        | Mitch Evans     | Jaguar TCS Racing                | 1:13.006  |
| 5        | 5        | Jake Hughes     | NEOM McLaren Formula E Team      | 1:13.207  |
| 6        | 4        | Robin Frijns    | Envision Racing                  | 1:13.272  |
| 7        | 22       | Oliver Rowland  | Nissan Formula E Team            | 1:13.350  |
| 8        | 51       | Nico Müller     | ABT Cupra Formula E Team         | 1:13.531  |
| 9        | 11       | Lucas Di Grassi | ABT Cupra Formula E Team         | 1:13.729  |
| 10       | 48       | Edoardo Mortara | Mahindra Racing                  | 1:13.791  |
| 11       | 21       | Nyck de Vries   | Mahindra Racing                  | 1:14.254  |

| Gruppo B | Gruppo B | Gruppo B               | Gruppo B                         | Gruppo B  |
| Pos.     | No.      | Pilota                 | Squadra                          | Qualifica |
| -------- | -------- | ---------------------- | -------------------------------- | --------- |
| 1        | 25       | Jean-Éric Vergne       | DS Penske                        | 1:12.856  |
| 2        | 3        | Sérgio Sette Câmara    | ERT Formula E Team               | 1:12.897  |
| 3        | 7        | Maximilian Günther     | Maserati MSG Racing              | 1:12.931  |
| 4        | 17       | Norman Nato            | Andretti Gloal                   | 1:12.933  |
| 5        | 8        | Sam Bird               | NEOM McLaren Formula E Team      | 1:13.147  |
| 6        | 2        | Stoffel Vandoorne      | DS Penske                        | 1:13.167  |
| 7        | 16       | Sébastien Buemi        | Envision Racing                  | 1:13.186  |
| 8        | 23       | Sacha Fenestraz        | Nissan Formula E Team            | 1:13.294  |
| 9        | 1        | António Félix da Costa | TAG Heuer Porsche Formula E Team | 1:13.367  |
| 10       | 33       | Dan Ticktum            | ERT Formula E Team               | 1:13.446  |
| 11       | 18       | Jehan Daruvala         | Maserati MSG Racing              | 1:14.054  |

|  | Quarti di finale | Quarti di finale | Quarti di finale |     |          | Semifinale | Semifinale | Semifinale |  |  | Finale | Finale | Finale |  |
|  |                  |                  |                  |     |          |            |            |            |  |  |        |        |        |  |
|  | DEN              | DEN              | 1:12.527         |     |          |            |            |            |  |  |        |        |        |  |
|  | DEN              | DEN              | 1:12.527         |     |          |            |            |            |  |  |        |        |        |  |
|  | WEH              | WEH              | 1:12.610         |     |          |            |            |            |  |  |        |        |        |  |
|  | WEH              | WEH              | 1:12.610         |     | DEN      | DEN        | 1:12.079   |            |  |  |        |        |        |  |
|  |                  |                  |                  |     | DEN      | DEN        | 1:12.079   |            |  |  |        |        |        |  |
|  |                  |                  | EVA              | EVA | 1:11.992 |            |            |            |  |  |        |        |        |  |
|  | EVA              | EVA              | EVA              | EVA | 1:11.992 | 1:12.313   |            |            |  |  |        |        |        |  |
|  | EVA              | EVA              |                  |     |          |            |            |            |  |  |        |        |        |  |
|  | CAS              | CAS              | 1:12.851         |     |          |            |            |            |  |  |        |        |        |  |
|  | CAS              | CAS              | 1:12.851         |     | EVA      | EVA        | 1:12.134   |            |  |  |        |        |        |  |
|  |                  |                  |                  |     |          |            |            |            |  |  |        |        |        |  |
|  |                  |                  | VER              | VER | 1:12.062 |            |            |            |  |  |        |        |        |  |
|  | CAM              | CAM              | VER              | VER | 1:12.062 | 1:12.495   |            |            |  |  |        |        |        |  |
|  | CAM              | CAM              |                  |     |          |            |            |            |  |  |        |        |        |  |
|  | GUN              | GUN              | 1:12.892         |     |          |            |            |            |  |  |        |        |        |  |
|  | GUN              | GUN              | 1:12.892         |     | CAM      | CAM        | 1:12.611   |            |  |  |        |        |        |  |
|  |                  |                  |                  |     | CAM      | CAM        | 1:12.611   |            |  |  |        |        |        |  |
|  |                  |                  | VER              | VER | 1:12.125 |            |            |            |  |  |        |        |        |  |
|  | VER              | VER              | VER              | VER | 1:12.125 | 1:12.164   |            |            |  |  |        |        |        |  |
|  | VER              | VER              |                  |     |          |            |            |            |  |  |        |        |        |  |
|  | NAT              | NAT              | 1:12.475         |     |          |            |            |            |  |  |        |        |        |  |

| Risultati qualifica | Risultati qualifica | Risultati qualifica    | Risultati qualifica              | Risultati qualifica | Risultati qualifica | Risultati qualifica | Risultati qualifica | Risultati qualifica |
| Pos.                | No.                 | Pilota                 | Squadra                          | Gruppi              | Quarti              | Semifinali          | Finale              | Griglia             |
| ------------------- | ------------------- | ---------------------- | -------------------------------- | ------------------- | ------------------- | ------------------- | ------------------- | ------------------- |
| 1                   | 25                  | Jean-Éric Vergne       | DS Penske                        | 1:12.856            | 1:12.164            | 1:12.125            | 1:12.062            | 1                   |
| 2                   | 9                   | Mitch Evans            | Jaguar TCS Racing                | 1:13.006            | 1:12.313            | 1:11.992            | 1:12.134            | 2                   |
| 3                   | 1                   | Jake Dennis            | Andretti Global                  | 1:12.779            | 1:12.527            | 1:12.079            |                     | 3                   |
| 4                   | 3                   | Sérgio Sette Câmara    | ERT Formula E Team               | 1:12.897            | 1:12.495            | 1:12.611            | 4                   |                     |
| 5                   | 17                  | Norman Nato            | Andretti Global                  | 1:12.933            | 1:12.475            |                     | 5                   |                     |
| 6                   | 94                  | Pascal Wehrlein        | TAG Heuer Porsche Formula E Team | 1:12.872            | 1:12.610            | 6                   |                     |                     |
| 7                   | 37                  | Nick Cassidy           | Jaguar TCS Racing                | 1:12.619            | 1:12.821            | 7                   |                     |                     |
| 8                   | 7                   | Maximilian Günther     | Maserati MSG Racing              | 1:12.931            | 1:12.892            | 8                   |                     |                     |
| 9                   | 8                   | Sam Bird               | Neom McLaren Formula E Team      | 1:13.147            |                     | 9                   |                     |                     |
| 10                  | 5                   | Jake Hughes            | Neom McLaren Formula E Team      | 1:13.207            | 10                  |                     |                     |                     |
| 11                  | 2                   | Stoffel Vandoorne      | DS Penske                        | 1:13.167            | 11                  |                     |                     |                     |
| 12                  | 4                   | Robin Frijns           | Envision Racing                  | 1:13.272            | 12                  |                     |                     |                     |
| 13                  | 16                  | Sébastien Buemi        | Envision Racing                  | 1:13.186            | 13                  |                     |                     |                     |
| 14                  | 22                  | Oliver Rowland         | Nissan Formula E Team            | 1:13.350            | 14                  |                     |                     |                     |
| 15                  | 23                  | Sacha Fenestraz        | Nissan Formula E Team            | 1:13.294            | 15                  |                     |                     |                     |
| 16                  | 51                  | Nico Müller            | ABT Cupra Formula E Team         | 1:13.531            | 16                  |                     |                     |                     |
| 17                  | 13                  | António Félix da Costa | TAG Heuer Porsche Formula E Team | 1:13.637            | 20                  |                     |                     |                     |
| 18                  | 11                  | Lucas Di Grassi        | ABT Cupra Formula E Team         | 1:13.729            | 17                  |                     |                     |                     |
| 19                  | 33                  | Dan Ticktum            | ERT Formula E Team               | 1:13.446            | 18                  |                     |                     |                     |
| 20                  | 48                  | Edoardo Mortara        | Mahindra Racing                  | 1:13.791            | 19                  |                     |                     |                     |
| 21                  | 18                  | Jehan Daruvala         | Maserati MSG Racing              | 1:14.054            | 21                  |                     |                     |                     |
| 22                  | 21                  | Nyck de Vries          | Mahindra Racing                  | 1:14.254            | 22                  |                     |                     |                     |

### Gara
| Pos. | No. | Pilota                 | Squadra                          | Giri | Tempo/Ritiro           | Griglia | Punti |
| ---- | --- | ---------------------- | -------------------------------- | ---- | ---------------------- | ------- | ----- |
| 1    | 1   | Jake Dennis            | Andretti Global                  | 37   | 45:56.452              | 3       | 26    |
| 2    | 25  | Jean-Éric Vergne       | DS Penske                        | 37   | +13.289                | 1       | 21    |
| 3    | 37  | Nick Cassidy           | Envision Racing                  | 37   | +13.824                | 7       | 15    |
| 4    | 8   | Sam Bird               | Neom McLaren Formula E Team      | 37   | +14.620                | 9       | 12    |
| 5    | 9   | Mitch Evans            | Jaguar TCS Racing                | 37   | +15.174                | 2       | 10    |
| 6    | 17  | Norman Nato            | Andretti Global                  | 37   | +15.661                | 5       | 8     |
| 7    | 7   | Maximilian Günther     | Maserati MSG Racing              | 37   | +16.267                | 8       | 6     |
| 8    | 94  | Pascal Wehrlein        | TAG Heuer Porsche Formula E Team | 37   | +16.387                | 6       | 4     |
| 9    | 3   | Sérgio Sette Câmara    | ERT Formula E Team               | 37   | +26.606                | 4       | 2     |
| 10   | 4   | Robin Frijns           | Envision Racing                  | 37   | +26.968                | 12      | 1     |
| 11   | 5   | Jake Hughes            | Neom McLaren Formula E Team      | 37   | +27.021                | 10      |       |
| 12   | 16  | Sébastien Buemi        | Envision Racing                  | 37   | +27.472                | 13      |       |
| 13   | 22  | Oliver Rowland         | Nissan Formula E Team            | 37   | +27.973                | 14      |       |
| 14   | 2   | Stoffel Vandoorne      | DS Penske                        | 37   | +28.366                | 11      |       |
| 15   | 48  | Edoardo Mortara        | Mahindra Racing                  | 37   | +29.397                | 19      |       |
| 16   | 13  | António Félix da Costa | TAG Heuer Porsche Formula E Team | 37   | +29.885                | 20      |       |
| 17   | 21  | Nyck de Vries          | Mahindra Racing                  | 37   | +30.419                | 22      |       |
| 18   | 51  | Nico Müller            | ABT Cupra Formula E Team         | 37   | +30.884                | 16      |       |
| 19   | 11  | Lucas Di Grassi        | ABT Cupra Formula E Team         | 37   | +31.188                | 17      |       |
| 20   | 18  | Jehan Daruvala         | Maserati MSG Racing              | 37   | +31.541                | 21      |       |
| 21   | 33  | Dan Ticktum            | ERT Formula E Team               | 37   | +1:04.712              | 18      |       |
| Rit  | 23  | Sacha Fenestraz        | Nissan Formula E Team            | 12   | Danno alle sospensioni | 15      |       |

## Gara 2

### Prove libere
| Pos.           | No.            | Pilota             | Squadra             | Tempo          |
| Prove libere 3 | Prove libere 3 | Prove libere 3     | Prove libere 3      | Prove libere 3 |
| -------------- | -------------- | ------------------ | ------------------- | -------------- |
| 1              | 9              | Mitch Evans        | Jaguar TCS Racing   | 1:10.154       |
| 2              | 25             | Jean-Éric Vergne   | DS Penske           | 1:10.362       |
| 3              | 7              | Maximilian Günther | Maserati MSG Racing | 1:10.493       |

### Qualifiche
| Gruppo A | Gruppo A | Gruppo A               | Gruppo A                         | Gruppo A  |
| Pos.     | No.      | Pilota                 | Squadra                          | Qualifica |
| -------- | -------- | ---------------------- | -------------------------------- | --------- |
| 1        | 23       | Sacha Fenestraz        | Nissan Formula E Team            | 1:10.641  |
| 2        | 4        | Robin Frijns           | Envision Racing                  | 1:10.784  |
| 3        | 25       | Jean-Éric Vergne       | DS Penske                        | 1:10.801  |
| 4        | 2        | Stoffel Vandoorne      | DS Penske                        | 1:10.836  |
| 5        | 94       | Pascal Wehrlein        | TAG Heuer Porsche Formula E Team | 1:10.946  |
| 6        | 7        | Maximilian Günther     | Maserati MSG Racing              | 1:09.698  |
| 7        | 9        | Mitch Evans            | Jaguar TCS Racing                | 1:11.042  |
| 8        | 33       | Dan Ticktum            | ERT Formula E Team               | 1:11.307  |
| 9        | 21       | Nyck de Vries          | Mahindra Racing                  | 1:11.327  |
| 10       | 17       | Norman Nato            | Andretti Global                  | 1:11.390  |
| 11       | 13       | António Félix da Costa | TAG Heuer Porsche Formula E Team | 1:10.221  |

| Gruppo B | Gruppo B | Gruppo B            | Gruppo B                    | Gruppo B  |
| Pos.     | No.      | Pilota              | Squadra                     | Qualifica |
| -------- | -------- | ------------------- | --------------------------- | --------- |
| 1        | 22       | Oliver Rowland      | Nissan Formula E Team       | 1:10.486  |
| 2        | 37       | Nick Cassidy        | Jaguar TCS Racing           | 1:10.760  |
| 3        | 5        | Jake Hughes         | NEOM McLaren Formula E Team | 1:10.847  |
| 4        | 18       | Jehan Daruvala      | Maserati MSG Racing         | 1:10.904  |
| 5        | 3        | Sérgio Sette Câmara | ERT Formula E Team          | 1:10.986  |
| 6        | 16       | Sébastien Buemi     | Envision Racing             | 1:11.152  |
| 7        | 8        | Sam Bird            | NEOM McLaren Formula E Team | 1:11.165  |
| 8        | 1        | Jake Dennis         | Andretti Global             | 1:11.228  |
| 9        | 51       | Nico Müller         | ABT Cupra Formula E Team    | 1:11.368  |
| 10       | 48       | Edoardo Mortara     | Mahindra Racing             | 1:11.386  |
| 11       | 11       | Lucas Di Grassi     | ABT Cupra Formula E Team    | 1:11.806  |

|  | Quarti di finale | Quarti di finale | Quarti di finale |     |          | Semifinale | Semifinale | Semifinale |  |  | Finale | Finale | Finale |  |
|  |                  |                  |                  |     |          |            |            |            |  |  |        |        |        |  |
|  | VER              | VER              | 1:11.112         |     |          |            |            |            |  |  |        |        |        |  |
|  | VER              | VER              | 1:11.112         |     |          |            |            |            |  |  |        |        |        |  |
|  | FRI              | FRI              | 1:10.885         |     |          |            |            |            |  |  |        |        |        |  |
|  | FRI              | FRI              | 1:10.885         |     | FRI      | FRI        | 1:10.415   |            |  |  |        |        |        |  |
|  |                  |                  |                  |     | FRI      | FRI        | 1:10.415   |            |  |  |        |        |        |  |
|  |                  |                  | VAN              | VAN | 1:10.617 |            |            |            |  |  |        |        |        |  |
|  | VAN              | VAN              | VAN              | VAN | 1:10.617 | 1:10.539   |            |            |  |  |        |        |        |  |
|  | VAN              | VAN              |                  |     |          |            |            |            |  |  |        |        |        |  |
|  | FEN              | FEN              | 1:11.077         |     |          |            |            |            |  |  |        |        |        |  |
|  | FEN              | FEN              | 1:11.077         |     | FRI      | FRI        | 1:10.329   |            |  |  |        |        |        |  |
|  |                  |                  |                  |     |          |            |            |            |  |  |        |        |        |  |
|  |                  |                  | ROW              | ROW | 1:10.055 |            |            |            |  |  |        |        |        |  |
|  | HUG              | HUG              | ROW              | ROW | 1:10.055 | 1:10.994   |            |            |  |  |        |        |        |  |
|  | HUG              | HUG              |                  |     |          |            |            |            |  |  |        |        |        |  |
|  | CAS              | CAS              | 1:10.385         |     |          |            |            |            |  |  |        |        |        |  |
|  | CAS              | CAS              | 1:10.385         |     | CAS      | CAS        | 1:10.295   |            |  |  |        |        |        |  |
|  |                  |                  |                  |     | CAS      | CAS        | 1:10.295   |            |  |  |        |        |        |  |
|  |                  |                  | ROW              | ROW | 1:10.098 |            |            |            |  |  |        |        |        |  |
|  | ROW              | ROW              | ROW              | ROW | 1:10.098 | 1:10.149   |            |            |  |  |        |        |        |  |
|  | ROW              | ROW              |                  |     |          |            |            |            |  |  |        |        |        |  |
|  | DAR              | DAR              | 1:10.786         |     |          |            |            |            |  |  |        |        |        |  |

| Risultati qualifica | Risultati qualifica | Risultati qualifica    | Risultati qualifica              | Risultati qualifica | Risultati qualifica | Risultati qualifica | Risultati qualifica | Risultati qualifica |
| Pos.                | No.                 | Pilota                 | Squadra                          | Gruppi              | Quarti              | Semifinali          | Finale              | Griglia             |
| ------------------- | ------------------- | ---------------------- | -------------------------------- | ------------------- | ------------------- | ------------------- | ------------------- | ------------------- |
| 1                   | 22                  | Oliver Rowland         | Nissan Formula E Team            | 1:10.486            | 1:10.149            | 1:10.098            | 1:10.055            | 1                   |
| 2                   | 4                   | Robin Frijns           | Envision Racing                  | 1:10.784            | 1:10.885            | 1:10.415            | 1:10.329            | 2                   |
| 3                   | 37                  | Nick Cassidy           | Envision Racing                  | 1:10.760            | 1:10.385            | 1:10.295            |                     | 3                   |
| 4                   | 2                   | Stoffel Vandoorne      | DS Penske                        | 1:10.836            | 1:10.539            | 1:10.627            | 4                   |                     |
| 5                   | 18                  | Jehan Daruvala         | Maserati MSG Racing              | 1:10.904            | 1:10.786            |                     | 5                   |                     |
| 6                   | 5                   | Jake Hughes            | Neom McLaren Formula E Team      | 1:10.847            | 1:10.994            | 6                   |                     |                     |
| 7                   | 23                  | Sacha Fenestraz        | Nissan Formula E Team            | 1:10.641            | 1:11.077            | 7                   |                     |                     |
| 8                   | 25                  | Jean-Éric Vergne       | DS Penske                        | 1:10.801            | 1:11.112            | 8                   |                     |                     |
| 9                   | 3                   | Sérgio Sette Câmara    | ERT Formula E Team               | 1:10.986            |                     | 9                   |                     |                     |
| 10                  | 94                  | Pascal Wehrlein        | TAG Heuer Porsche Formula E Team | 1:10.946            | 10                  |                     |                     |                     |
| 11                  | 16                  | Sébastien Buemi        | Envision Racing                  | 1:11.152            | 11                  |                     |                     |                     |
| 12                  | 7                   | Maximilian Günther     | Maserati MSG Racing              | 1:10.993            | 12                  |                     |                     |                     |
| 13                  | 8                   | Sam Bird               | Neom McLaren Formula E Team      | 1:11.165            | 13                  |                     |                     |                     |
| 14                  | 9                   | Mitch Evans            | Jaguar TCS Racing                | 1:11.042            | 14                  |                     |                     |                     |
| 15                  | 1                   | Jake Dennis            | Andretti Global                  | 1:11.228            | 15                  |                     |                     |                     |
| 16                  | 33                  | Dan Ticktum            | ERT Formula E Team               | 1:11.307            | 16                  |                     |                     |                     |
| 17                  | 51                  | Nico Müller            | ABT Cupra Formula E Team         | 1:11.368            | 17                  |                     |                     |                     |
| 18                  | 21                  | Nyck de Vries          | Mahindra Racing                  | 1:11.327            | 18                  |                     |                     |                     |
| 19                  | 48                  | Edoardo Mortara        | Mahindra Racing                  | 1:11.386            | 19                  |                     |                     |                     |
| 20                  | 17                  | Norman Nato            | Andretti Global                  | 1:11.390            | 20                  |                     |                     |                     |
| 21                  | 11                  | Lucas Di Grassi        | ABT Cupra Formula E Team         | 1:11.806            | 21                  |                     |                     |                     |
| 22                  | 13                  | António Félix da Costa | TAG Heuer Porsche Formula E Team | 1:11.662            | 22                  |                     |                     |                     |

### Gara
| Pos. | No. | Pilota                 | Squadra                          | Giri | Tempo/Ritiro           | Griglia | Punti |
| ---- | --- | ---------------------- | -------------------------------- | ---- | ---------------------- | ------- | ----- |
| 1    | 37  | Nick Cassidy           | Envision Racing                  | 36   | 43:51.868              | 3       | 26    |
| 2    | 4   | Robin Frijns           | Envision Racing                  | 36   | +1.192                 | 2       | 18    |
| 3    | 22  | Oliver Rowland         | Nissan Formula E Team            | 36   | +1.875                 | 1       | 18    |
| 4    | 5   | Jake Hughes            | Neom McLaren Formula E           | 36   | +2.931                 | 6       | 12    |
| 5    | 2   | Stoffel Vandoorne      | DS Penske                        | 36   | +3.397                 | 4       | 10    |
| 6    | 23  | Sacha Fenestraz        | Nissan Formula E Team            | 36   | +4.598                 | 7       | 8     |
| 7    | 94  | Pascal Wehrlein        | TAG Heuer Porsche Formula E Team | 36   | +4.816                 | 10      | 6     |
| 8    | 25  | Jean-Éric Vergne       | DS Penske                        | 36   | +5.195                 | 8       | 4     |
| 9    | 7   | Maximilian Günther     | Maserati MSG Racing              | 36   | +5.709                 | 11      | 2     |
| 10   | 9   | Mitch Evans            | Jaguar TCS Racing                | 36   | +6.866                 | 13      | 1     |
| 11   | 48  | Edoardo Mortara        | Mahindra Racing                  | 36   | +10.116                | 18      |       |
| 12   | 1   | Jake Dennis            | Andretti Global                  | 36   | +11.240                | 14      |       |
| 13   | 51  | Nico Müller            | ABT Cupra Formula E Team         | 36   | +14.462                | 16      |       |
| 14   | 13  | António Félix da Costa | TAG Heuer Porsche Formula E Team | 36   | +17.960                | 21      |       |
| 15   | 21  | Nyck de Vries          | Mahindra Racing                  | 36   | +19.295                | 19      |       |
| 16   | 17  | Norman Nato            | Andretti Global                  | 36   | +25.235                | 20      |       |
| 17   | 11  | Lucas Di Grassi        | ABT Cupra Formula E Team         | 36   | +25.639                | 20      |       |
| 18   | 3   | Sérgio Sette Câmara    | ERT Formula E Team               | 36   | +26.564                | 9       |       |
| Rit  | 33  | Dan Ticktum            | ERT Formula E Team               | 32   | Ritiro                 | 15      |       |
| Rit  | 18  | Jehan Daruvala         | Maserati MSG Racing              | 25   | Danno ai freni         | 5       |       |
| Rit  | 8   | Sam Bird               | Neom McLaren Formula E Team      | 22   | Danno alle sospensioni | 12      |       |
| NP   | 16  | Sébastien Buemi        | Envision Racing                  | 0    | Non partito            | 11      |       |

## Classifiche
La classifica dopo la gara:
Classifica piloti
| +/- | Pos | Pilota                 | Punti |
| --- | --- | ---------------------- | ----- |
|     | 1   | Nick Cassidy           | 57    |
|     | 2   | Pascal Wehrlein        | 38    |
|     | 3   | Jean-Éric Vergne       | 33    |
|     | 4   | Jake Dennis            | 28    |
|     | 5   | Mitch Evans            | 21    |
|     | 6   | Maximilian Günther     | 20    |
|     | 7   | Robin Frijns           | 19    |
|     | 8   | Sébastien Buemi        | 18    |
|     | 9   | Oliver Rowland         | 18    |
|     | 10  | Jake Hughes            | 18    |
|     | 11  | Stoffel Vandoorne      | 14    |
|     | 12  | Sam Bird               | 12    |
|     | 13  | Norman Nato            | 9     |
|     | 14  | Sacha Fenestraz        | 8     |
|     | 15  | Sérgio Sette Câmara    | 2     |
|     | 16  | Edoardo Mortara        | 0     |
|     | 17  | Nico Müller            | 0     |
|     | 18  | António Félix da Costa | 0     |
|     | 19  | Nyck de Vries          | 0     |
|     | 20  | Jehan Daruvala         | 0     |
|     | 21  | Lucas Di Grassi        | 0     |
|     | 22  | Dan Ticktum            | 0     |

Classifica squadre
| +/- | Pos | Squadra                          | Punti |
| --- | --- | -------------------------------- | ----- |
|     | 1   | Jaguar TCS Racing                | 78    |
|     | 2   | DS Penske                        | 47    |
|     | 3   | TAG Heuer Porsche Formula E Team | 38    |
|     | 4   | Andretti Global                  | 37    |
|     | 5   | Envision Racing                  | 37    |
|     | 6   | NEOM McLaren Formula E Team      | 30    |
|     | 7   | Nissan Formula E Team            | 23    |
|     | 8   | Maserati MSG Racing              | 20    |
|     | 9   | ERT Formula E Team               | 2     |
|     | 10  | Mahindra Racing                  | 0     |
|     | 11  | ABT Cupra Formula E Team         | 0     |

Classifica costruttori
| +/- | Pos | Costruttore                  | Punti |
| --- | --- | ---------------------------- | ----- |
|     | 1   | Jaguar                       | 103   |
|     | 2   | Porsche                      | 70    |
|     | 3   | Stellantis                   | 60    |
|     | 4   | Nissan                       | 48    |
|     | 5   | Electric Racing Technologies | 2     |
|     | 6   | Mahindra                     | 0     |